# Brachionus amsterdamensis
Brachionus amsterdamensis är en hjuldjursart som beskrevs av De Smet 200. Brachionus amsterdamensis ingår i släktet Brachionus och familjen Brachionidae. Inga underarter finns listade i Catalogue of Life.